# TCM (Espagne)
Pour les articles homonymes, voir TCM.
TCM est une chaîne de télévision espagnole du groupe Turner Broadcasting System. Elle est disponible est l'ADSL, le câble et le satellite.

## Diffusion
- diffusion satellite : Digital+ : chaîne n° 46
- diffusion câble : ONO : chaîne n° 24, Euskaltel : chaîne n° 24, Telecable : chaîne n° 17, R : chaîne n° 2
- diffusion ADSL : Imagenio : chaîne n° 41, Orange TV ES : chaîne n° 33